# Heinrich Loevenich
Heinrich Loevenich (* 20. Februar 1896 in Frechen; † 12. Dezember 1965 ebenda) war ein preußischer Verwaltungsbeamter, Landrat des Landkreises Köln und des Kreises Bergheim (Erft) sowie NS-Funktionär im Gau Köln-Aachen.

## Leben

### Herkunft und Beruf
Heinrich Loevenich war ein Sohn des Bauunternehmers Wilhelm Loevenich und dessen Ehefrau Anna Loevenich, geb. Dünnwald. Im Anschluss an den Besuch der Volksschule von 1902 bis 1910 in Frechen absolvierte er eine praktische Ausbildung im Bauunternehmen seines Vaters, mit Blick auf die spätere Übernahme des väterlichen Betriebes. In den Jahren 1912 und 1913 an der Handelsschule in Köln eingeschrieben, besuchte Loevenich danach bis 1915 die Königlich-Preußischen Baugewerkschulen in Köln und Aachen, bevor er vom 19. Juli 1915 bis zum 20. Januar 1919 zum Kriegsdienst einberufen war und dabei der Luftschifferersatzabteilung 3 in Köln angehörte.
Aus dem Kriegsdienst heimgekehrt, nahm Loevenich im April 1919 eine Stellung als Zeichenlehrer an der Berufsschule seiner Heimatstadt an. 1922 wechselte er als Architekt an das Bauamt des Rheinischen Bauernvereins nach Köln, in dessen Dienst er bis Dezember 1932 verblieb. Es schloss sich eine bis in das Folgejahr andauernde Arbeitslosigkeit an.

### 1926 bis 1945: Loevenich als Funktionär der NSDAP
Loevenich war Mitglied der Zentrumspartei gewesen, bevor er zum 21. September 1926 in die NSDAP eintrat (Mitgliedsnummer 44.154). Die Frechener NSDAP-Ortsgruppe war 1925 (als erste im Landkreis Köln) von Reiner Stumpf gegründet worden; sie hatte am 31. Mai 1926 neun Mitglieder. Schon kurz nach seinem Beitritt löste Loevenich Reiner Stumpf als Ortsgruppenleiter ab, da er aufgrund seines nach außen hin konzilianteren Auftretens und seines bürgerlichen Habitus eher eine breitere Wählerschaft ansprechen konnte. Bei der Kommunalwahl von 1929 erreichte die Frechener NSDAP 5,6 % der Stimmen und Loevenich erhielt als einziger nationalsozialistischer Kandidat im Landkreis Köln einen Sitz sowohl in einem Gemeinderat als auch im Kreistag. Ab Mitte 1927 schrieb Loevenich unter dem Decknamen „Der Klüttemann“ lokalpolitische Beiträge für den nationalsozialistischen „Westdeutschen Beobachter“, in denen sich oft ein äußerst aggressiver Antisemitismus zeigt. So heißt es beispielsweise am 25. August 1929: „Wie das Ungeziefer nur dort gedeihen kann, wo Schmutz ist, so fühlt sich auch der Jude nur dort wohl, wo Unsauberkeit, Schmutz und Schweinerei zu Hause sind. So versucht der Jude überall, die reinen Völker zu versauen, ja Tieren gleich zu machen.“
Ab dem Frühjahr 1927 bis zum Oktober 1930 bekleidete Loevenich die Stellung als Kreisleiter für die Hälfte des Kreises Köln-Land und den Kreis Bergheim und nachfolgend bis zum 31. Dezember 1938 als Kreisleiter Köln-Land. Hierbei fungierte er ab 1932 als hauptamtlicher NS-Funktionär. Seine Stellung als Kreisleiter wurde von Adolf Hitler am 30. Juli 1936 nochmals bestätigt. Als aber ab 1938 die Doppelfunktion als Kreisleiter und zugleich als Landrat politisch nicht mehr erwünscht war, wurde er am 14. Dezember 1938 zum Kreisleiter ehrenhalber ernannt und zum 1. Januar 1939 durch Hermann Janota abgelöst. Darüber hinaus gehörte er 1929 und 1931 dem Kreistag des Kreises Köln-Land und seit der Kommunalwahl 1929 dem Gemeinderat von Frechen für die NSDAP an, der ihn auch noch 1933 als Mitglied sah.
Seit 1927 als Gauredner für den Gau Köln-Aachen aktiv, war Loevenich ferner 1938 und seit dem 1. April 1943 stellvertretender Gauamtsleiter für Kommunalpolitik in der Gauleitung Köln-Aachen, seit dem 26. April 1939 Kreisbeauftragter für das deutsche Volkstum und vom 8. Juli 1943 bis 1945 Kommissarischer Leiter des Gaugerichts für den Gau Köln-Aachen. Unter Erhebung als Kreisleiter erhielt er zudem am 20. April 1944 die Ernennung zum Gauamtsleiter.

### 1933 bis 1945: Landrat
Am 21. Juni 1933 gelang es Loevenich, Landrat Philipp Heimann aus seinem Amt zu verdrängen. In Köln versammelten sich am Vormittag jenes Tages zahlreiche Parteigenossen vor dem Landratsamt, angeblich äußerst empört darüber, dass Landrat Heimann die Gemeindesteuern um 100 % erhöhen wolle. Heimann wurde um 11 Uhr gezwungen, seinen Rücktritt zu erklären, ein Vorgehen, das der Historiker Josef Wißkirchen ein „inszeniertes Schurkenstück“ nannte. Loevenich ließ sich vom Regierungspräsidenten Rudolf zur Bonsen zu Heimanns Nachfolger ernennen. Zunächst wurde ihm vertretungsweise als Kreisdeputierter die Verwaltung des Landratsamtes übertragen, seine kommissarische Ernennung als Landrat des Kreises Köln-Land folgte am 17. November 1933 und die definitive Bestallung zum 1. April 1934 am 23. März 1934.
Ab dem 1. April 1944 versah Loevenich zugleich vertretungsweise die Verwaltung des Landratsamtes Bergheim/Erft. Nach dem Zusammenbruch wurde er 1945 entlassen.
Im Juli 1933 war Loevenich in seiner Funktion als Landrat zumindest zeitweise anwesend, als im Frechener Rathaus im Zuge von Ermittlungen gegen eine örtliche kommunistische Zelle Regimegegner gefoltert wurden. Der 31-jährige Heinrich Bühr wurde dabei am 18. Juli 1933 derart misshandelt, dass er kurz darauf seinen Verletzungen erlag.
Schon im Januar 1930 war Loevenich angezeigt worden, weil er in betrunkenem Zustand Polizeibeamte beleidigt und genötigt hatte; das Amtsgericht Bergheim verurteilte ihn zu einer Geldstrafe von 250 Mark. Mitte der 1930er Jahre war er erneut (jetzt als Landrat) in mehrere Gerichtsverfahren wegen (zumindest sein engstes Umfeld betreffende) Veruntreuungen im Dienst und wegen Meineids verwickelt, die er aber unbeschadet überstand.

### Nach Ende des Zweiten Weltkriegs
Unmittelbar nach dem Ende des Dritten Reichs gelangte Loevenich zunächst vom 13. Mai 1945 bis zum 4. März 1946 nach Neumünster in Internierungshaft, aus der er wegen Krankheit entlassen und im Weiteren bis November des Jahres unter Hausarrest gestellt wurde.
Nach seiner Rückkehr nach Frechen erhielt er zum Ärger von Teilen der Bevölkerung in dieser Zeit des absoluten Mangels auf ein ärztliches Attest hin eine Zusatzverpflegung vom Wirtschaftsamt. Im Sommer 1946 versuchte die Gemeindeverwaltung, ihm ein Zeichen öffentlicher Reue abzuverlangen, indem sie ihn aufforderte, bei der Beseitigung von Schäden an dem während der Zeit des Nationalsozialismus  verwüsteten jüdischen Friedhof mitzuhelfen. Loevenich reagierte ungehalten. Am 23. September 1946 sandte er ein Einschreiben an den Gemeindedirektor, aus dem keine Einsicht zu entnehmen war, sondern in dem er betonte, wie krank er sei und dass er den Gemeindedirektor für alle ihm entstehenden Gesundheitsschäden verantwortlich machen werde.
Eine erneute Inhaftierung, diesmal im Lager Recklinghausen, schloss sich vom 10. Februar bis zum 12. April 1948 an. Mit der provisorischen Einstufung als Entnazifizierter in die Kategorie III wurde Loevenich von dort entlassen. Am 28. Mai 1949 verurteilte ihn das Schwurgericht Köln wegen „Verbrechens gegen die Menschlichkeit in Tateinheit mit Aussageerpressung und Körperverletzung“ aufgrund  seiner Beteiligung am Tode von Heinrich Bühr und an der Misshandlung weiterer Kommunisten in Frechen zu einer Gefängnisstrafe von 3 Jahren und 3 Monaten. Das daran anschließende Wiederaufnahmeverfahrens endete am 16. Oktober 1950 mangels ausreichender Beweise mit einem Freispruch.
Im Rahmen der Entnazifizierungsverfahren stufte der Entnazifizierungsausschuss für den Regierungsbezirk Düsseldorf Loevenich in die Kategorie IV c ein. Er durfte danach bis zum 31. August 1953 keine Stellung im öffentlichen Dienst bekleiden oder Ämter in politischen oder berufsständischen Organisationen einnehmen. Die aus seinem vorherigen Beamtenstatus herrührenden Rechte und sein Anspruch auf ein Ruhegehalt als Landrat wurden aberkannt. Die gegen den Spruch eingelegte Berufung zog Loevenich am 7. Dezember 1951 zurück.

## Mitgliedschaften
- 1. Januar 1933–1945 Reichsluftschutzbund[17]
- 30. April 1933–1945 Deutsches Rotes Kreuz / Kreisführer[17]
- 1. November 1933–1945 Reichsbund der deutschen Beamten[17]
- 22. April 1934–1937 SS förderndes Mitglied[17]
- 1. April 1935–1945 Nationalsozialistische Volkswohlfahrt[17]
- 1935–1945 Deutscher Gemeindetag[17]
- 20. Januar 1936 Nationalsozialistisches Fliegerkorps[17]
- Mitglied der „Alten Garde“ im Gau Köln-Aachen[17]

## Auszeichnungen
- Eisernes Kreuz II. Klasse[17]
- Kriegsverdienstkreuz für Frontkämpfer[17]
- Kriegsverdienstkreuz I.und II. Klasse ohne Schwerter[17]
- 1929 Nürnberger Parteiabzeichen[17]
- 19. Dezember 1933 Goldenes Parteiabzeichen der NSDAP[17]
- 30. Januar 1940 Dienstauszeichnung der NSDAP in Bronze und Silber[17]
- Ehrenzeichen Deutsche Volkspflege[17]

## Familie
Der getaufte Katholik Heinrich Loevenich heiratete am 6. September 1922 in Frechen Agnes Rüttgers (geboren am 20. November 1900 in Frechen; gestorben am 14. Juli 1980 ebenda). Aus der Ehe ging ein Kind hervor. Loevenich trat am 24. November 1936 aus der Kirche aus und firmierte als gottgläubig.